# Eugène de Beauharnais
Pour les articles homonymes, voir Beauharnais.
Eugène Rose de Beauharnais, né le 3 septembre 1781 à Paris et mort le 21 février 1824 à Munich, est un membre de la famille impériale française, fils adoptif de l'empereur Napoléon Ier, avec qualification d'Altesse impériale, vice-roi d'Italie, prince de Venise, grand-duc de Francfort, duc de Leuchtenberg et prince d'Eichstätt. Il est également l'un des plus fidèles et des plus talentueux subordonnés de Napoléon qui le fait général en chef. Il commande le IVe corps d'armée lors de la campagne de Russie. Au cours de l'hiver 1812-1813, après le départ de Napoléon pour Paris et la fuite de Murat, c'est le prince Eugène qui ramène avec beaucoup d'habileté et d'audace stratégique les restes de la Grande Armée jusqu'à faire sa jonction avec les nouvelles troupes en Saxe, malgré les tentatives d'anéantissement menées par les Russes et leurs nouveaux alliés prussiens.
Il est également l’oncle du dernier empereur des Français, Napoléon III.

## Les premières années

### Origines
Eugène de Beauharnais naît le 3 septembre 1781 à Paris. Il est le fils d'Alexandre de Beauharnais, un jeune gentilhomme, sous-lieutenant au régiment du duc de la Rochefoucauld, le Sarre-Infanterie, et de Marie-Josèphe Tascher de la Pagerie, plus connue sous le nom de son premier époux et sous le prénom que lui donne son second époux : Joséphine de Beauharnais. Les deux sont des colons créoles de la Martinique où leurs familles possèdent esclaves et plantations sur l'île et à Saint-Domingue.

### Une famille noble ralliée à la Révolution française
Il grandit dans une période historiquement très troublée. Pendant les années 1789 et 1790, alors que sa mère et sa jeune sœur Hortense de Beauharnais sont en Martinique, il assiste aux séances de l'Assemblée constituante auxquelles participe son père qui en est élu président en juin 1791. Le 21 juin 1791, lors de la tentative de fuite de la famille royale, ce dernier, comme président de l'Assemblée nationale constituante, fait tout ce qu'il faut pour rattraper le roi en fuite.
Le 20 avril 1792, l'Assemblée législative déclare la guerre à la monarchie de Habsbourg. Alexandre de Beauharnais rejoint l'armée du Rhin et fait venir son fils auprès de lui. Le jeune Eugène, âgé de onze ans, partage alors son temps entre un collège strasbourgeois et le quartier général de Wissembourg.
L'avènement de la Convention modifie considérablement la situation de la famille. Alexandre doit rejoindre les rangs de l'armée du Nord puis de l'Est où il est général en chef avant de perdre la ville de Mayence.
Quittant alors l'armée sans autorisation, il regagne son fief de La Ferté-Beauharnais près de Romorantin avant d'être mis en accusation et arrêté en 1794. Il est enfermé à la prison des Carmes à Paris où sa femme le rejoint quelques semaines plus tard. Alexandre de Beauharnais est guillotiné le 23 juillet 1794, juste avant la chute de Robespierre le 9 thermidor (27 juillet 1794). Joséphine étant en prison, ses deux enfants Eugène et Hortense ont été confiés à des mains étrangères, Mlle Lannois, une gouvernante prend soin de la jeune Hortense ; Eugène est mis en service et en apprentissage chez un menuisier. Joséphine est relâchée après Thermidor. À l'automne 1795, Eugène et Hortense sont mis en pension à Saint-Germain-en-Laye, lui au collège irlandais McDermott, elle chez Mme Campan.

## Carrière militaire

### Rencontre avec Napoléon

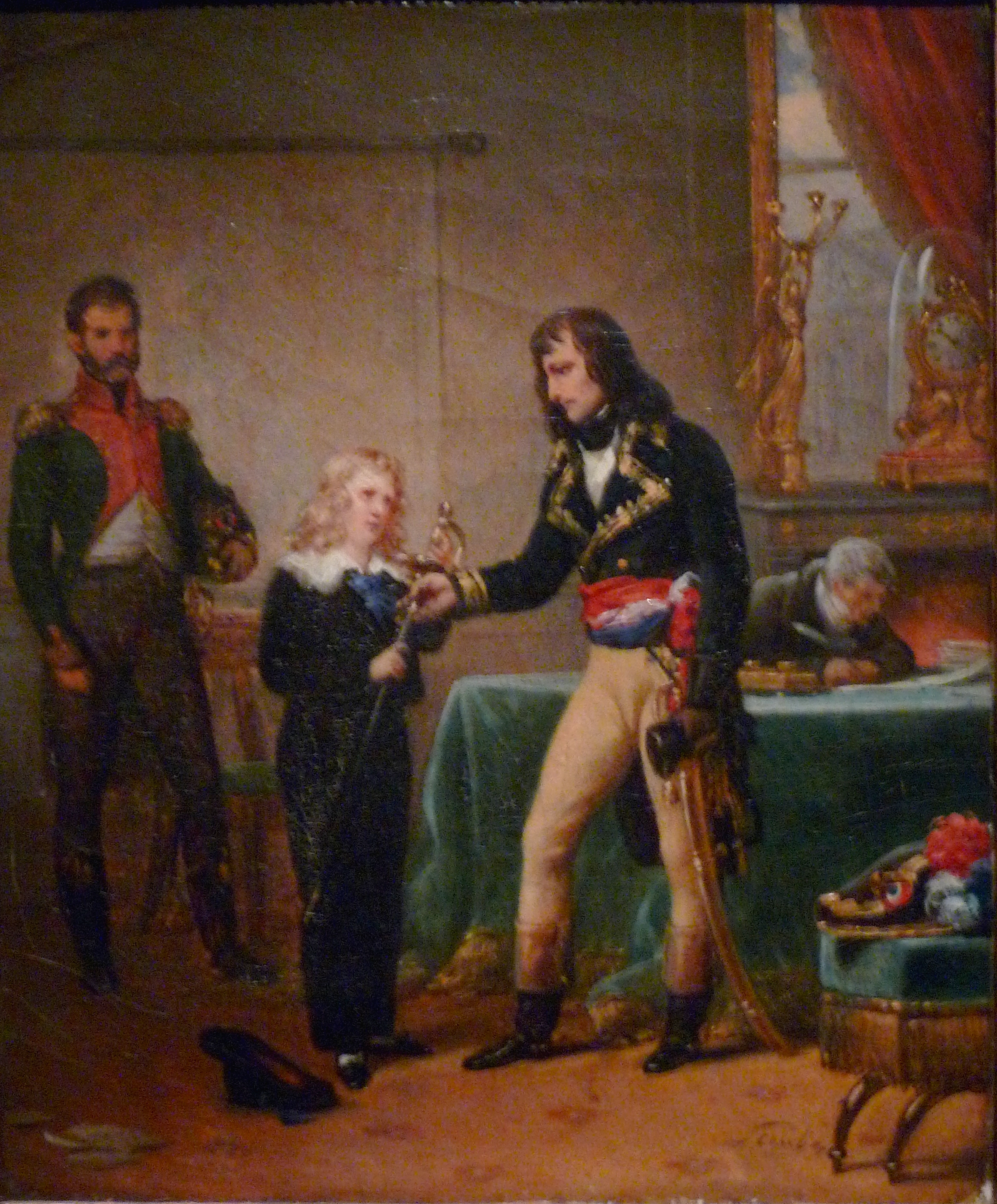
Le général Napoléon Bonaparte remettant à Eugène l'épée de son père (1795).

Sous le Directoire, la « veuve Beauharnais », qui tient salon à Paris, rencontre le général Napoléon Bonaparte. Ils se marient le 9 mars 1796 à Paris. Le jeune général doit partir quelques jours plus tard pour le front d'Italie et fait venir quelques mois plus tard Eugène comme aide de camp. Eugène entre dans la carrière militaire en qualité d'aide de camp de son beau-père ; mais avant de partir pour la campagne d'Italie, il complète son éducation imparfaite.
Eugène suit Bonaparte dans l'expédition d'Égypte. Il participe à l'attaque de Suez où il entre le premier, à la tête de l'avant-garde, le 8 novembre 1798, et mérite le grade de lieutenant, puis à la bataille d'Aboukir.

### Promotion rapide sous le Consulat et l'Empire

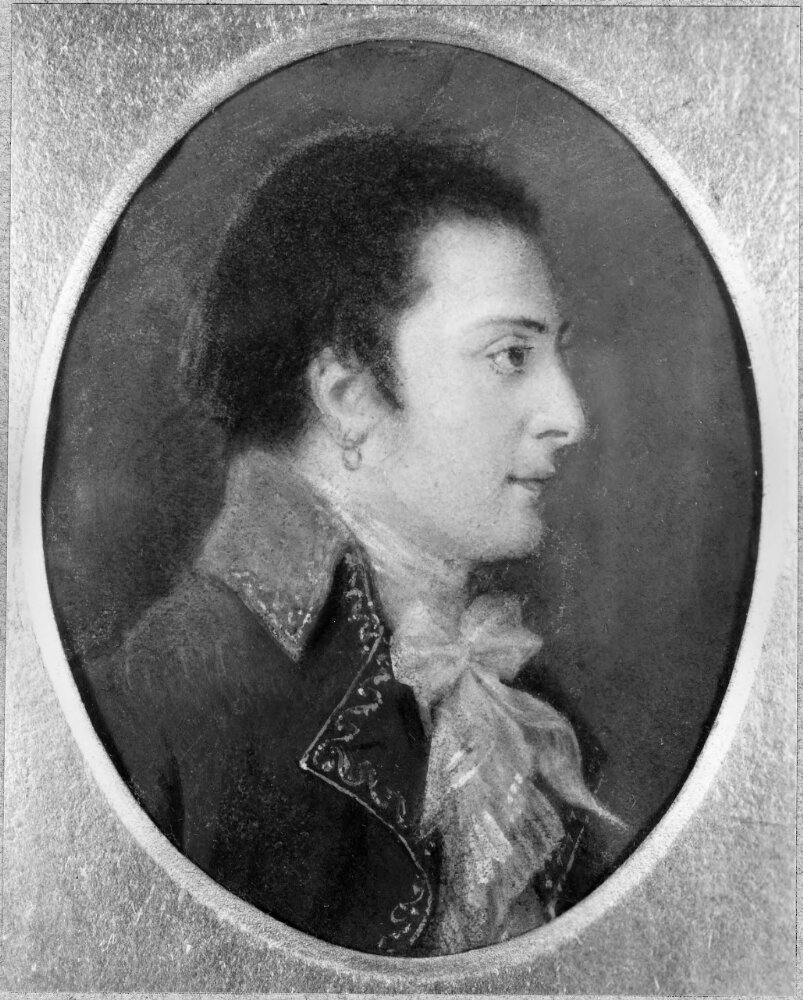
Portrait du jeune général Eugène de Beauharnais.

De retour en France, le coup d'État du 18 Brumaire fait de lui le beau-fils du Premier Consul et lance le jeune officier de 18 ans dans le monde. Il est fait chef d'escadron sur le champ de bataille de Marengo au cours de la campagne d'Italie de 1799-1800. En 1802, il est nommé colonel.
La proclamation de l'Empire, le 18 mai 1804[réf. nécessaire], profite à Eugène de Beauharnais qui est nommé grand-officier de la Légion d'honneur, général de brigade et colonel-général des chasseurs de la Garde le 1er juillet 1804. Napoléon lui fait confiance et n'hésite pas à s'appuyer sur un prince dont la devise est « Honneur et Fidélité ». Le 14 juin 1804, jour anniversaire de Marengo, Napoléon, empereur, donne à son beau-fils le titre de prince français. Le 17 octobre 1804[réf. nécessaire], il est promu général de brigade. En 1805, il obtient les dignités d'archichancelier d'État et de grand aigle de la Légion d'honneur ; il n'a encore que 24 ans.

## Vice-roi d'Italie

### Création du royaume d’Italie

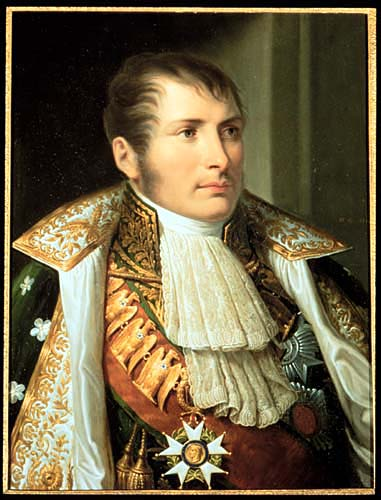
Portrait d’Eugène de Beauharnais, en vice-roi d’Italie, par Andrea Appiani.

D’abord président, Napoléon transforme la République italienne en royaume d’Italie, se nommant roi le 17 mars 1805. Le couronnement a lieu le 26 mai 1805 dans le « Duomo » de Milan. Le 7 juillet 1805, Napoléon, qui se fie aveuglément à son beau-fils dont il est sûr de ne pas avoir à craindre les ambitions politiques, désigne Eugène comme vice-roi. Il est ainsi chargé de l'administration du royaume où il passe presque la moitié de son temps. Il établit sa nouvelle résidence principale dans la villa royale de Monza, qu'il voulait doter du plus grand parc clos d'Europe.
L'organe central du royaume était le Conseil d'État, créé par décret royal du 9 mai 1805, tandis qu'avec le troisième statut constitutionnel, promulgué le 5 juin suivant, son organisation et ses compétences ont été définies. Le Conseil, présidé par le vice-roi, rassemblait l'ensemble de tous les hauts fonctionnaires, tout en restant uniquement une institution consultative, le pouvoir exécutif étant totalement entre les mains du souverain.

### Mariage et adoption par Napoléon

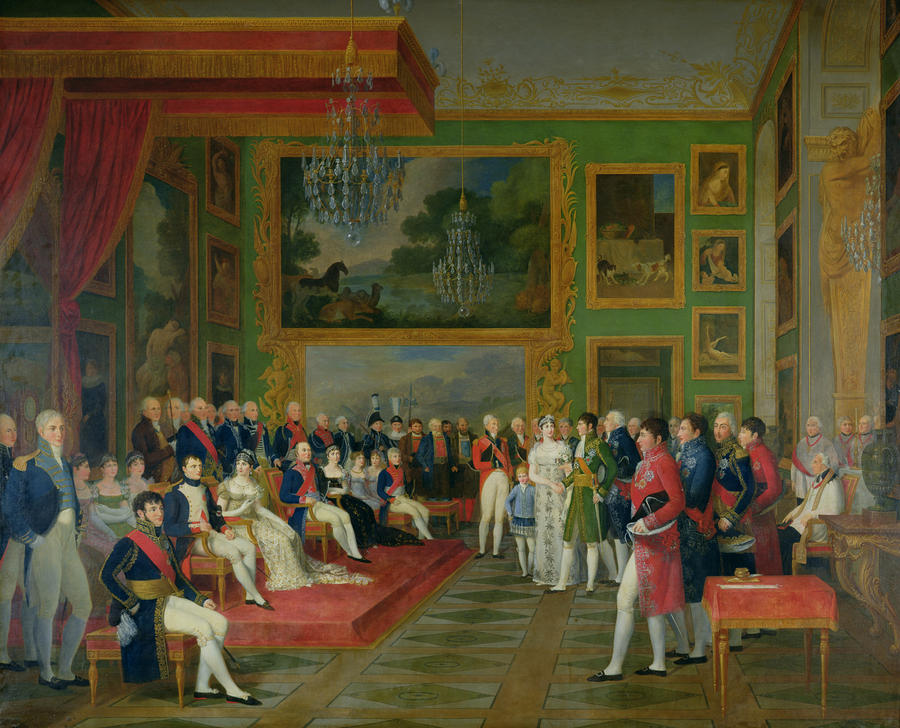
Le mariage d’Eugène de Beauharnais avec la princesse Augusta-Amélie.

Après la campagne d'Italie de 1805, Napoléon, désirant mettre en place une alliance matrimoniale avec une dynastie royale allemande, l'adopte officiellement comme son fils en 1806, puis le fait marier à Munich, le 14 janvier 1806, à la princesse Augusta-Amélie, fille du roi Maximilien Ier de Bavière, allié de la France. Napoléon l'investit du titre de prince de Venise, le déclare son fils adoptif et l'héritier présomptif de la couronne d'Italie.

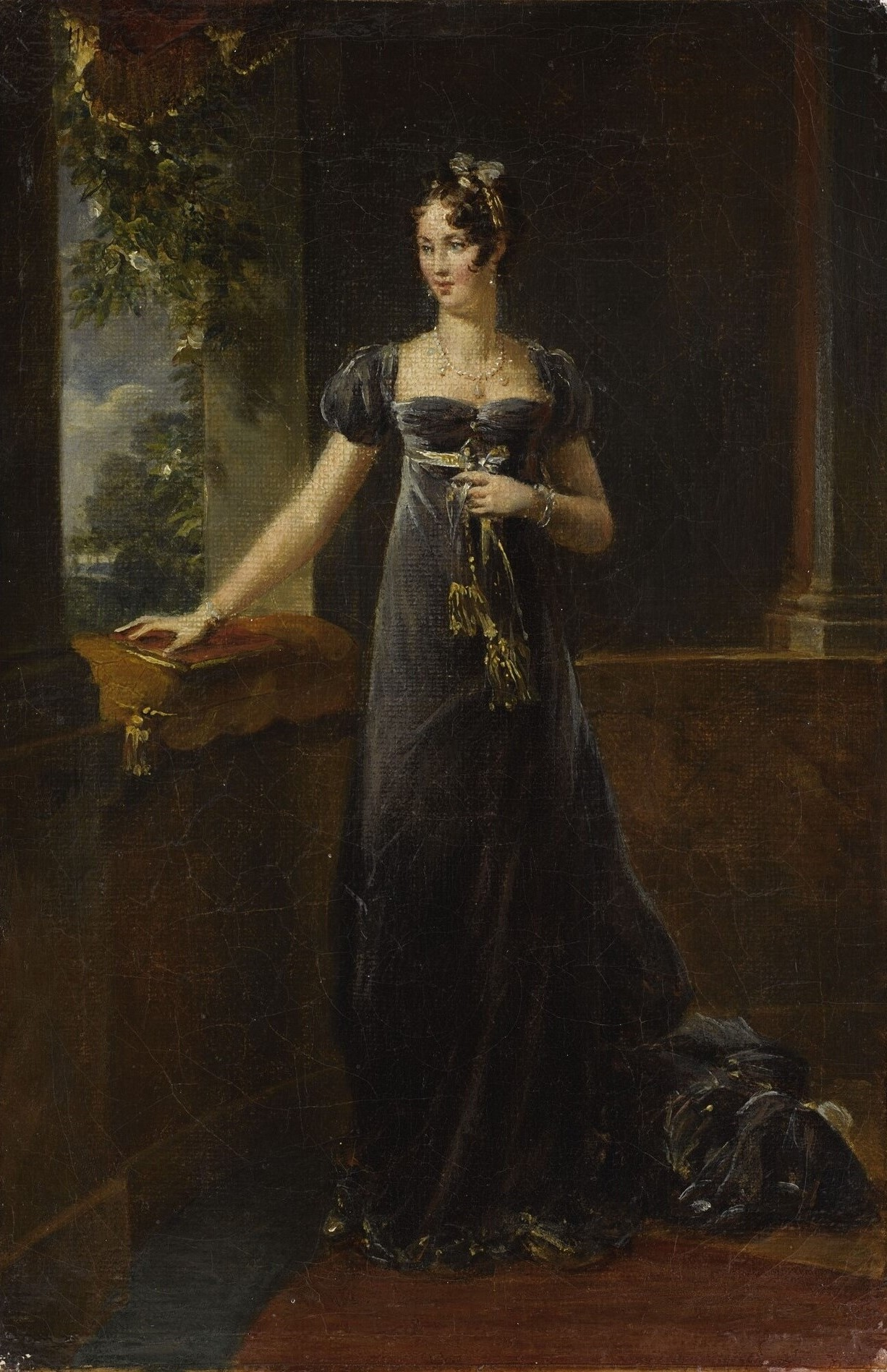
Son épouse, Augusta-Amélie de Bavière.

La vie privée d'Eugène de Beauharnais n'est pas moins dépendante de l'Empereur que sa vie professionnelle. L'union entre Eugène de Beauharnais et Augusta-Amélie de Bavière, bien qu'arrangée pour des raisons politiques, est particulièrement heureuse. Ils donnent naissance à sept enfants :
- Joséphine (1807-1876) épouse en 1823 Oscar Ier de Suède, elle est l'ancêtre du roi Charles XVI Gustave de Suède
- Eugénie (1808-1847) épouse en 1826 Constantin de Hohenzollern, prince souverain de Hechingen (1801-1869)
- Auguste (1810-1835) épouse en 1835 Marie II, reine de Portugal (1819-1853)
- Amélie (1812-1873) épouse en 1828 Pierre Ier, empereur du Brésil (1798-1834)
- Théodelinde (1814-1857) épouse en 1841 Frédéric de Wurtemberg, duc d'Urach (1810-1869)
- Caroline (1816-1816)
- Maximilien (1817-1852) épouse en 1839, contre le gré de sa mère, une princesse orthodoxe, Maria Nicolaïevna de Russie (1819-1876), fille aînée du tsar Nicolas Ier et de la princesse Charlotte de Prusse, et s'établit en Russie.

### Administration militaire

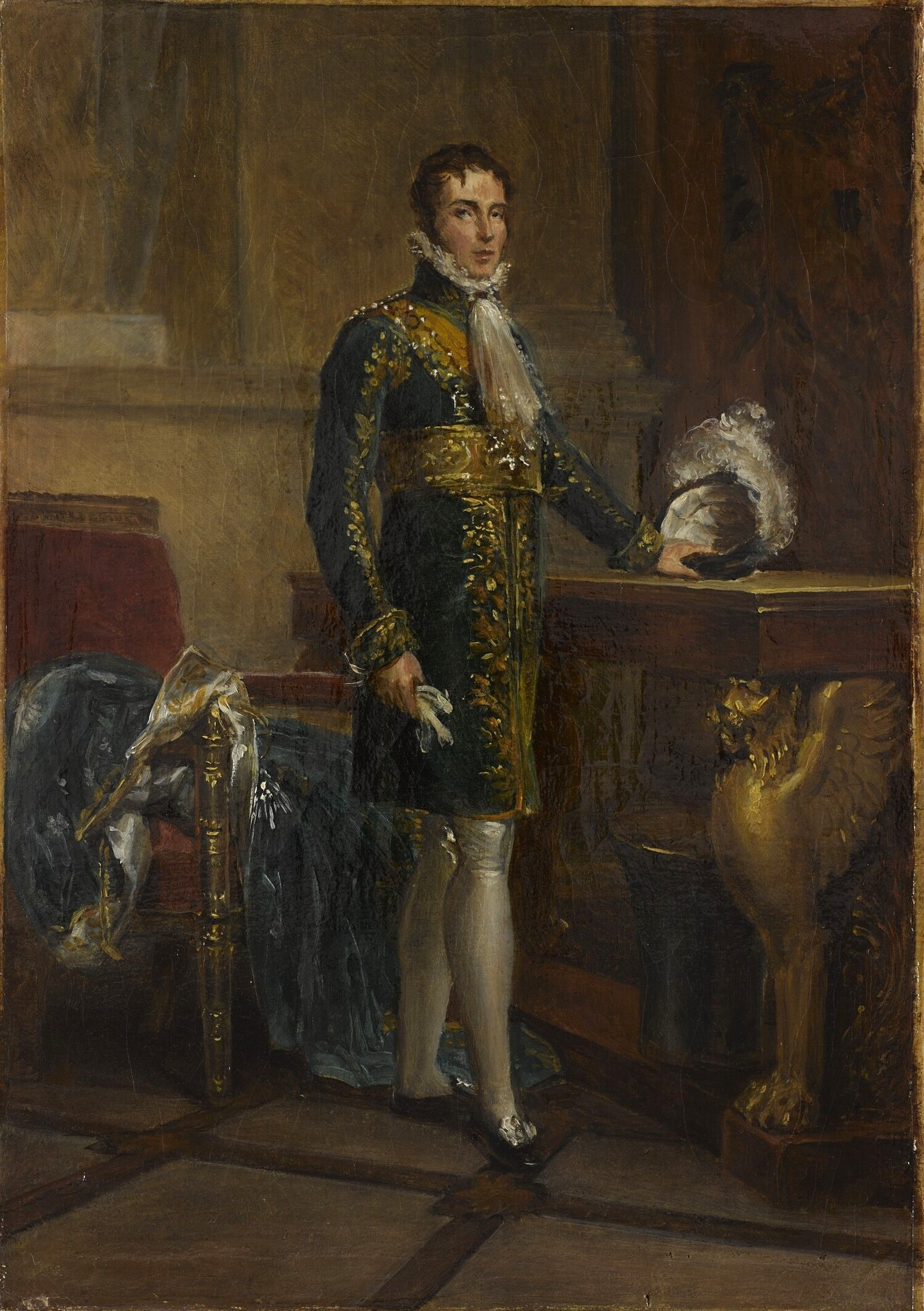
Portrait du vice-roi Eugène peint par François Gérard.

À l'initiative du ministre de la Guerre, le 17 juillet 1805, après la proclamation du Royaume, les gardes d'honneur de la ville ont été dissous afin d'établir une Garde royale italienne dans les territoires du nouveau royaume. La Garde royale, sous les ordres du vice-roi, était composée de 6 régiments d'infanterie de ligne, 3 régiments d'infanterie légère, un régiment d'infanterie dalmate, 2 régiments de dragons et 2 régiments de chasseurs à cheval.
Un contingent de troupes italiennes de la Garde royale, sous le commandement du général Giuseppe Lechi, a participé aux guerres napoléoniennes. En décembre 1805, certains départements participent à la bataille d’Austerlitz.

### Grand Orient d’Italie
Initié à la Franc-maçonnerie, Eugène de Beauharnais est nommé grand maître du Grand Orient d'Italie et du Suprême conseil italien, le 20 juin 1805, après avoir été vénérable d'honneur de la loge Saint-Eugène à l'Orient de Paris,. Les généraux Giuseppe et Teodoro Lechi, le peintre Andrea Appiani, et encore Gian Domenico Romagnosi, Francesco Saverio Salfi, Vincenzo Monti, Melchiorre Gioia, Ugo Foscolo étaient des francs-maçons du Grand Orient de l'Italie sous la direction d’Eugène.

### Campagne de 1809

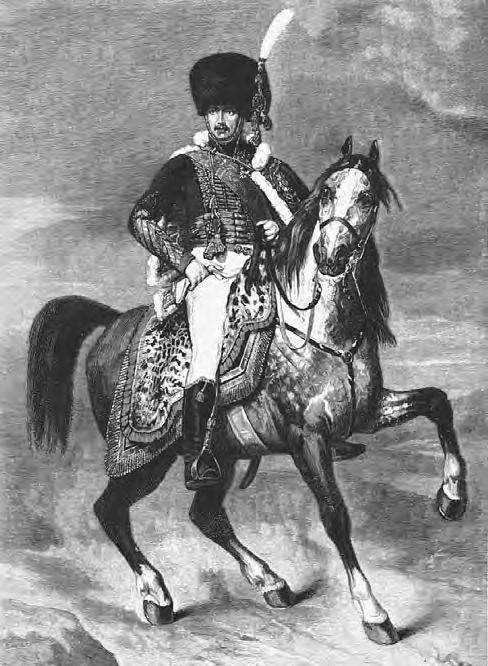
Eugène de Beauharnais, dans Vie de Napoléon Bonaparte par William M. Sloane.

En 1809, pendant la guerre de la cinquième coalition, 100 000 Autrichiens attaquent l'Italie. Eugène, à la tête de l'armée d'Italie, va les repousser après un échec initial à la bataille de Sacile. Il fait sa jonction avec la Grande Armée aux environs de Vienne. Cette marche glorieuse est couronnée par la bataille de Raab, le 14 juin 1809, que Napoléon Ier surnomme petite-fille de Marengo et de Friedland.
C'est pendant cette campagne d'Autriche de 1809 qu'Eugène commande en chef pour la première fois. Parti de Milan le 5 avril, il va à la rencontre de l'archiduc Jean, qui s'avance sur l'Isonzo avec des forces considérables, éprouve un échec sur le Piave qui ne le décourage pas, notamment le 16 avril à Sacile. Aidé des généraux Macdonald, Baraguay d'Hilliers, Barbou, Grenier, Broussier, il repousse bientôt l'ennemi, s'empare de Vicence et de Bassano, bat l'archiduc à la bataille du Piave et s'empare de toutes les positions sur le revers des montagnes de la Carinthie.
Pendant qu'il poursuit sa marche victorieuse vers les frontières de la Hongrie, il apprend que le général autrichien Franjo Jelačić cherche à se réunir à l'archiduc Jean. Eugène l'attaque et l'oblige à poser les armes avec la totalité des troupes qu'il commande. Le succès de cette journée décisive lui permet d'opérer sa jonction avec la Grande Armée sur les hauteurs de Semmering. Les 5-6 juillet 1809, il participe ensuite à la bataille de Wagram.
C'est à l'occasion de cette marche d'Eugène que l'Empereur adresse ces paroles aux soldats du vice-roi : « Soldats de l'armée d'Italie, vous avez glorieusement atteint le but que je vous avais marqué, soyez les bienvenus ! Je suis content de vous ».
Comme vice-roi d'Italie, il est ensuite chargé de réprimer la rébellion du Tyrol où les montagnards, commandés par l'aubergiste Andreas Hofer, refusent leur cession au royaume de Bavière, allié de Napoléon.

### Divorce de l'empereur et réticences d'Eugène

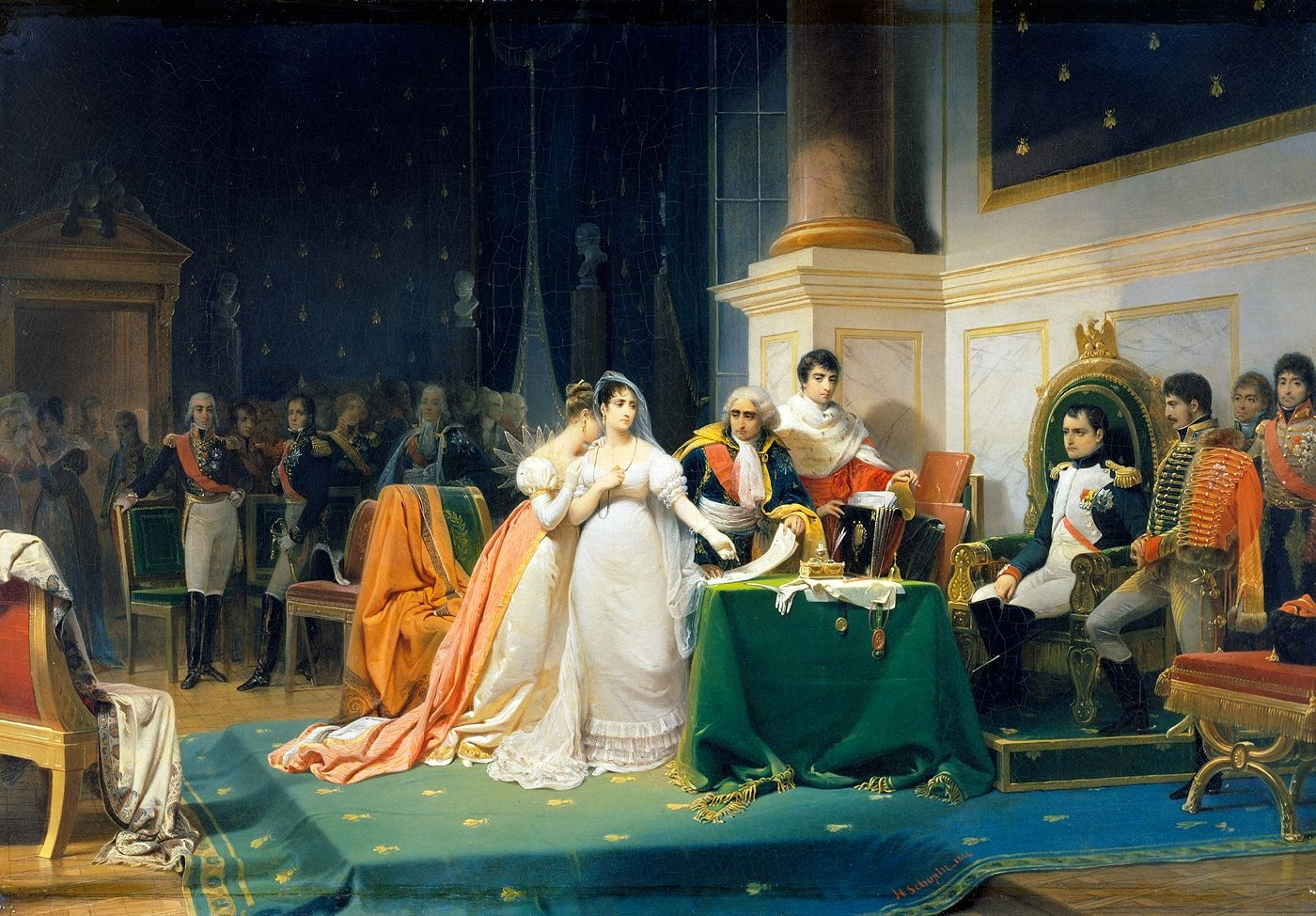
Divorce de Napoléon et de Joséphine de Beauharnais (1809).

À l'époque de la répudiation de Joséphine, en décembre 1809, il vient à Paris, mandé par l'Empereur, et prie Napoléon de lui accorder une explication en présence de l'Impératrice. Dans cette circonstance, où Napoléon ne pouvait motiver sa résolution qu'en faisant valoir l'intérêt de la France, Joséphine sait se taire et se résigner ; mais tremblant de voir l'avenir de son fils compromis, et portant ses yeux remplis de larmes sur Eugène, elle dit à l'Empereur : « Une fois séparés, mes enfants ne seront plus rien pour vous. Faites Eugène roi d'Italie, et votre politique, j'ose le croire, sera approuvée par toutes les puissances de l'Europe. » — Le prince dit alors vivement : « Ma bonne mère, qu'il ne soit nullement question de moi dans cette triste occurrence. Votre fils ne voudrait pas d'une couronne qui semblerait être le prix de votre séparation. » Napoléon, que la noblesse de ce discours émeut profondément, tend la main au vice-roi, la serre avec force et répond avec gravité : « Je reconnais Eugène dans ces paroles ; il a raison de s'en rapporter à ma tendresse. » Après le divorce de sa mère, qui le navre, Eugène veut renoncer aux affaires mais, vaincu par les instances de Joséphine et de Napoléon lui-même, il sacrifie ses ressentiments personnels. Dès lors, il refuse toute faveur nouvelle qui n'aurait été pour lui que le prix du divorce de sa mère.

### Campagne de Russie et retraite de Pologne (1812-1813)

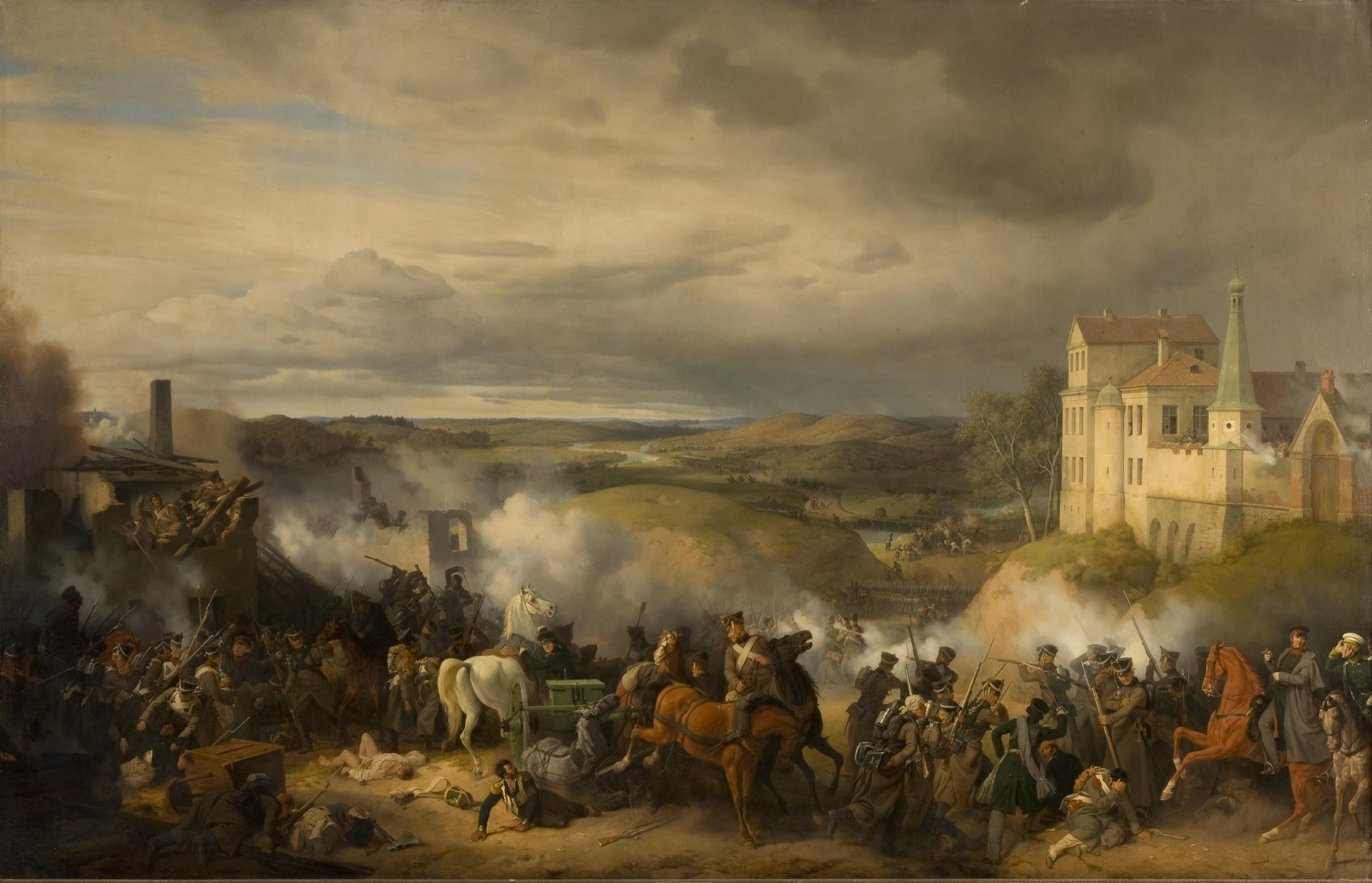
Bataille de Maloyaroslavets, toile de Peter von Hess (1792-1871).

En 1812, il obtient le commandement des troupes italiennes, françaises et bavaroises du 4e corps d'armée dans la campagne de Russie. Il se signale à la bataille d'Ostrovno (25-26 juillet 1812). Après l'évacuation de Moscou, il cherche à ouvrir une voie de retraite par Kalouga : lors de la bataille de Maloïaroslavets (24 octobre 1812), il livre un combat acharné aux Russes de Dokhtourov mais n'a pas assez de réserves pour percer ; Napoléon finit par renoncer à suivre la route du sud et repart vers l'ouest par la grande route de Smolensk, dans un pays déjà ravagé à l'aller.

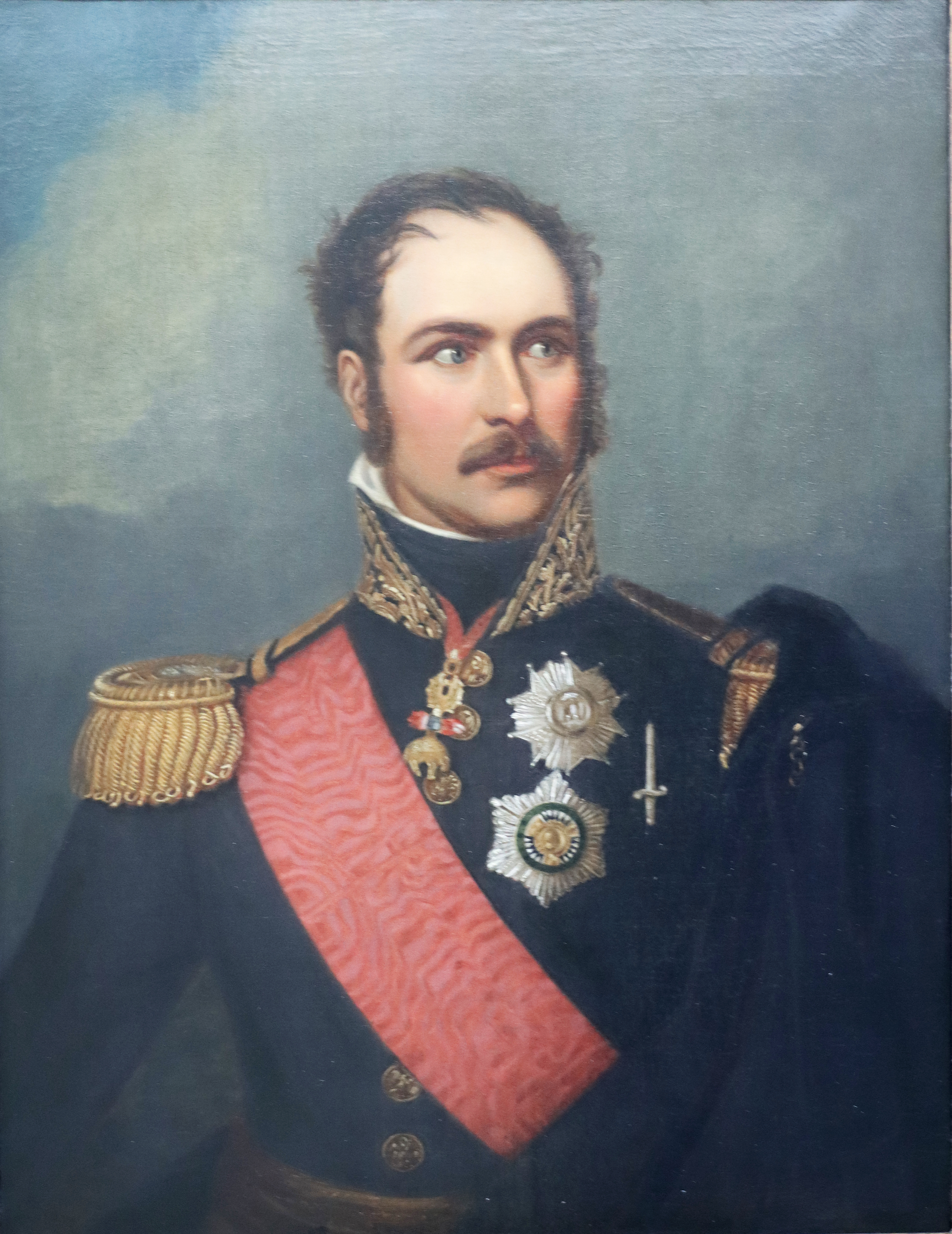
Portrait d’Eugène de Beauharnais.

Eugène commande le 4e corps, entièrement détruit au cours de la retraite. Les conditions épouvantables de la retraite de Russie assombrissent son caractère et le vieillissent prématurément. La défection de Murat le laisse à la tête des débris de la Grande Armée, réduite à quelques milliers d'hommes dénués de tout. Il est menacé d'encerclement par des armées russes supérieures en nombre ; heureusement pour lui, les troupes russes sont presque aussi épuisées que les siennes et commandées par deux chefs prudents, le maréchal Koutouzov et l'amiral Tchitchagov, qui hésitent à s'aventurer hors de Russie, tandis que le roi de Prusse Frédéric-Guillaume III craint encore de se déclarer contre Napoléon. Eugène, en évitant les batailles rangées, conduit une retraite habile vers Poznań, puis vers l'Oder et l'Elbe en abandonnant aux Russes le duché de Varsovie et en laissant quelques garnisons françaises encerclées à Dantzig et autres places. Son armée, grossie de recrues polonaises et autres unités recueillies en route, arrive à Leipzig le 9 mars : elle compte alors 50 000 hommes avec lesquels Eugène peut tenir la ligne de l'Elbe, menacée par 150 000 Russes et Prussiens, jusqu'au retour de Napoléon avec la nouvelle armée levée en France. Napoléon aura plus tard ce propos élogieux : « Nous avons tous commis des fautes, Eugène est le seul qui n'en ait pas fait. »

### Chute de l'Empire français et du royaume d'Italie

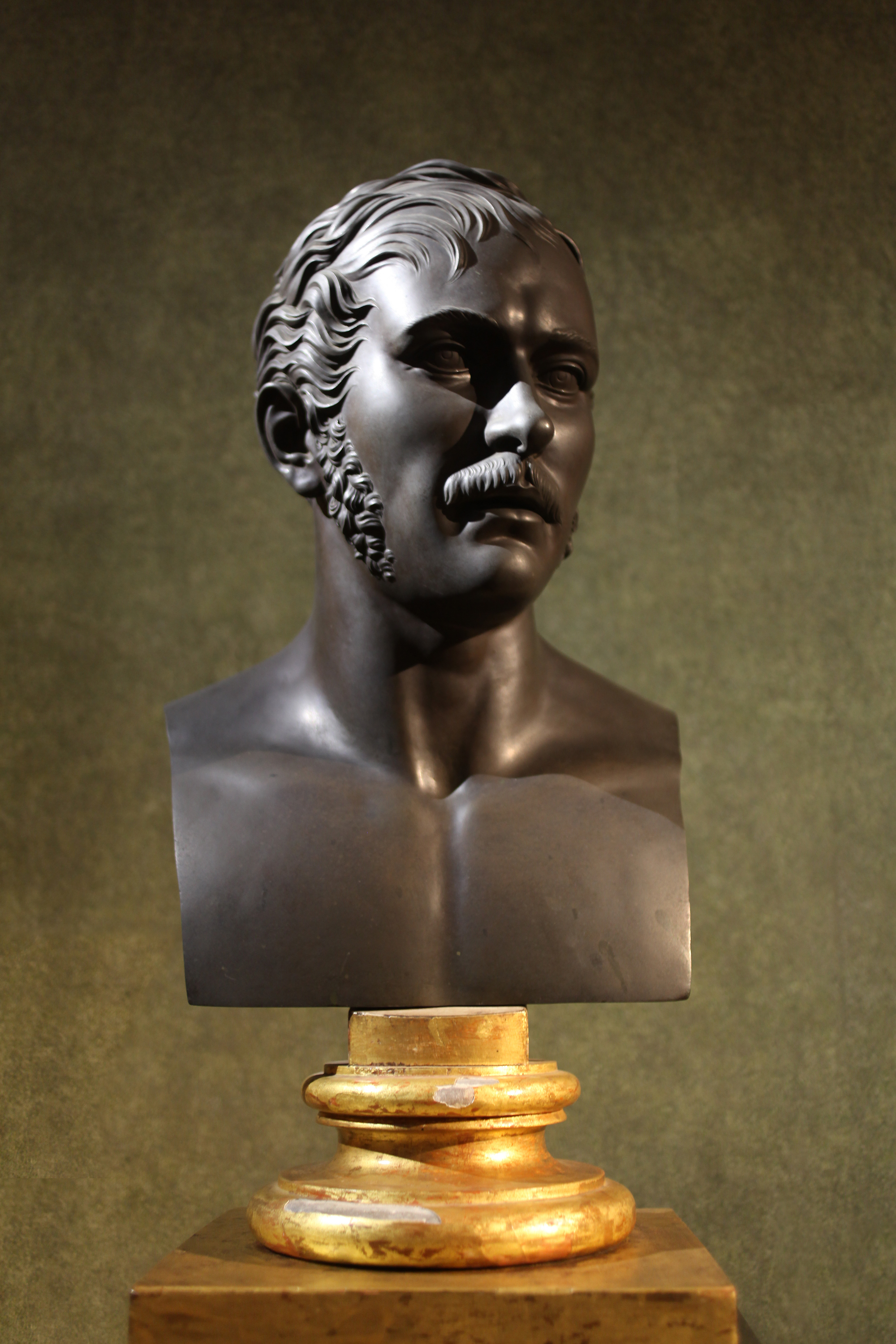
Luigi Manfredini : Eugène de Beauharnais (1811), buste en bronze, Cabinet numismatique de Brera (Milan).

En 1813, le vice-roi doit retourner en Italie pour empêcher les révoltes anti-françaises et maintenir l'ordre et la sécurité. Après la défaite de Napoléon dans la campagne d'Allemagne, les Autrichiens menacent la plaine du Pô, cependant que Murat oscille entre les deux camps avec l'espoir de régner sur toute l'Italie. Eugène doit affronter seul les armées autrichiennes. Il abandonne rapidement les provinces illyriennes après des revers de ses subordonnés mais il oppose une défense tenace à l'Autriche en Italie et retarde l'échéance inéluctable grâce à sa victoire lors de la bataille du Mincio, le 8 février 1814. Il sait résister aux pressions de son beau-père Maximilien, qui lui laisse espérer le royaume d'Italie s'il trahit Napoléon. Pourtant, le fait qu'il ne donne pas suite à l'ordre de l'Empereur, au mois de janvier 1814, de laisser l'Italie, lui vaut l'accusation de trahison par quelques généraux.

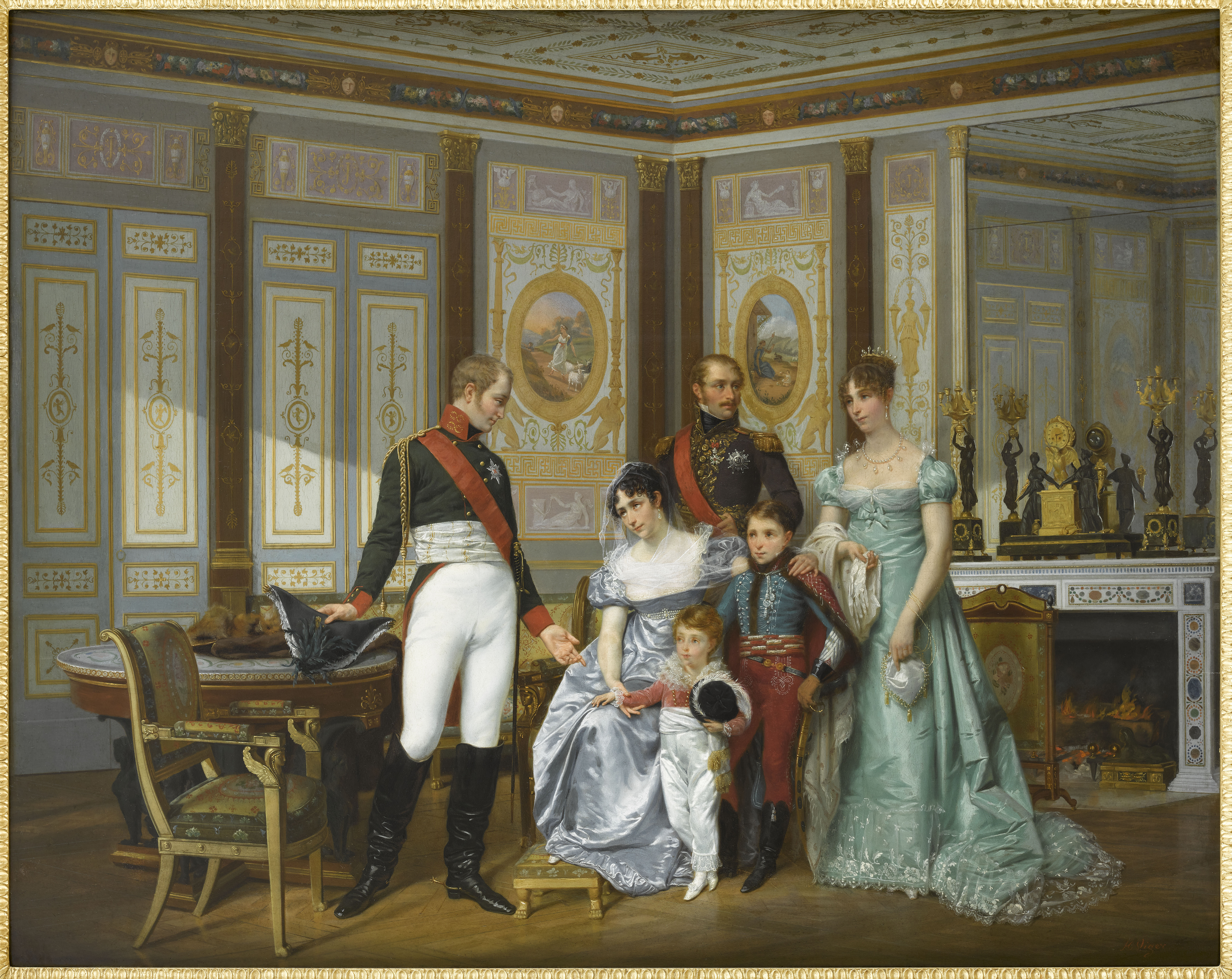
L'impératrice Joséphine reçoit à la Malmaison la visite du Tsar Alexandre Ier (empereur de Russie), toile d'Hector Viger (1819-1879), vers 1864, Musée national du Château de Malmaison.

En mai 1814, en marge des négociations du traité de Paris, le tsar Alexandre rend une visite courtoise à Joséphine qui lui recommande ses enfants, le prince Eugène, la reine Hortense et ses fils Napoléon-Louis et Louis-Napoléon. Cependant, elle contracte une pneumonie et meurt le 29 mai.
À la mort de sa mère, Eugène hérite de sa résidence, le château de Malmaison.

## Dernières années

### Exil en famille
Au congrès de Vienne, il attend une principauté et une rente annuelle. On lui propose Pontecorvo, dont Bernadotte était précédemment prince héréditaire. Eugène se trouve toujours dans la capitale autrichienne, lorsque l'Empereur débarque de l'île d'Elbe à Golfe Juan le 1er mars 1815.
Au retour de Napoléon, en 1815, il ne prend aucune part à la guerre. Il est obligé, pour ne pas être arrêté, de s'engager sur parole à ne pas quitter Vienne. Il assiste en spectateur aux Cent-Jours, à la défaite de Waterloo, et à la seconde abdication. Le 6 avril, il quitte Vienne avec son beau-père pour attendre à Munich la nouvelle de l'abdication de Napoléon. Il ne joue plus aucun rôle ni politique ni militaire et se contente, après avoir reçu de son beau-père le duché de Leuchtenberg, de gérer sa fortune et de placer sa nombreuse progéniture.

### Mort et descendance

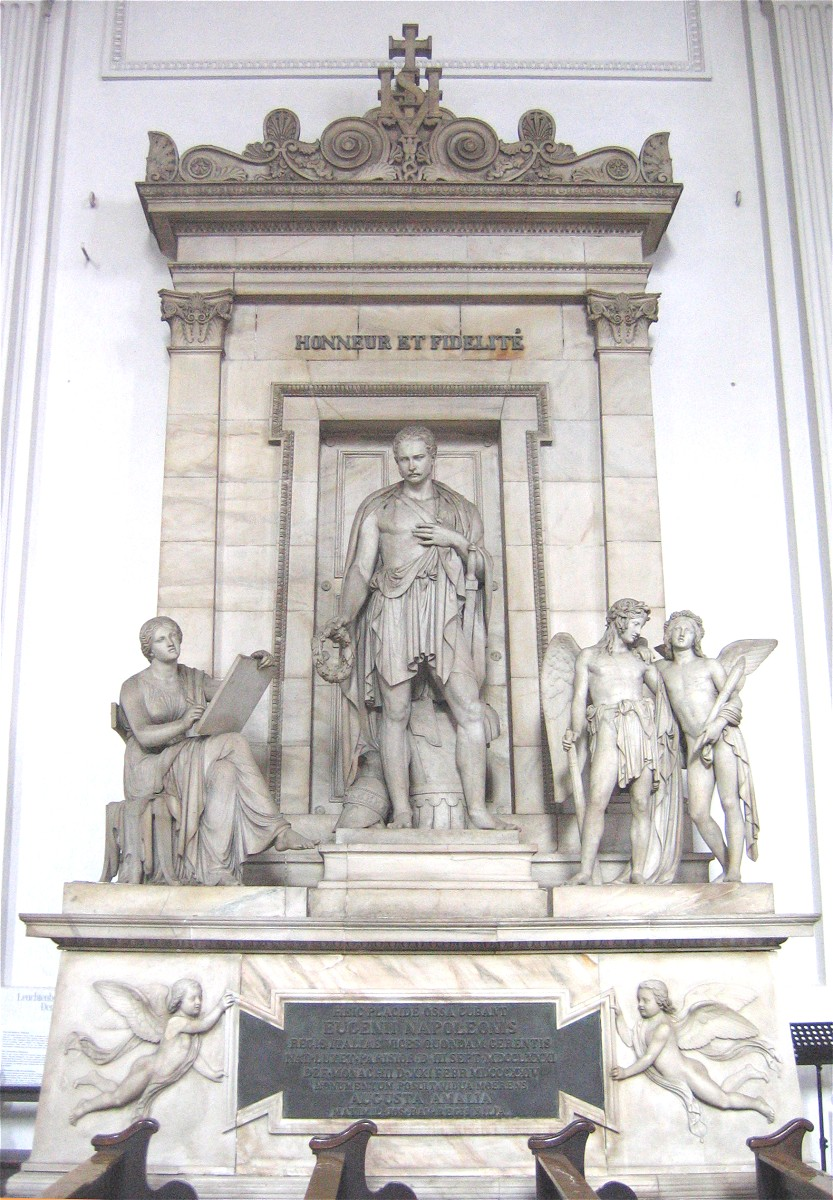
Tombeau d'Eugène de Beauharnais, sculpté par Bertel Thorvaldsen, Église Saint-Michel de Munich.

Eugène de Beauharnais meurt le 21 février 1824 à Munich, d'une attaque d'apoplexie, à l'âge de quarante-deux ans. Ses funérailles sont grandioses, le deuil étant conduit par son beau-père, le roi de Bavière.
État mort en 1824, ce sont cinq de ses enfants, Eugénie, Auguste, Amélie, Théodelinde et Maximilien, qui, en 1826, hériteront chacun de 15 200 francs or dans le cadre de l'indemnisation des anciens colons français par la République d'Haïti,.
Le couple ayant particulièrement bien marié ses enfants, Eugène de Beauharnais est un ancêtre de la plupart des dynasties régnantes d'Europe : Norvège, Suède, Danemark, Belgique (via Astrid de Suède), Luxembourg, anciens rois de Portugal et de Grèce…

## État de service
- Sous-lieutenant (30 juin 1797) ;
- Lieutenant (20 janvier 1799) ;
- Capitaine (22 décembre 1799) ;
- Chef d'escadron (9 juillet 1800) ;
- Colonel (13 octobre 1802) ;
- Colonel général des chasseurs (1er juillet 1804) ;
- Général de brigade (17 octobre 1804) ;
- Commandant des chasseurs à cheval de la Garde Impériale (17 octobre 1804 - 23 décembre 1805) ;
- Commandant en chef du corps de blocus de Venise (23 décembre 1805 - 3 janvier 1806) ;
- Lieutenant de l'Empereur pour le commandement en chef de l'armée d'Italie (3 janvier 1806 - 12 janvier 1806) ;
- Commandant en chef de l'armée d'Italie (9 avril 1809 - 10 janvier 1812) ;
- Commandant en chef du corps d'observation d'Italie (10 janvier 1812 - 1er avril 1812) ;
- Commandant en chef du 4e corps de la Grande Armée (1er avril 1812 - 24 janvier 1813) ;
- Lieutenant général à la Grande Armée (24 janvier 1813 - avril 1813) ;
- Commandant supérieur des Ve et XIe corps de la Grande Armée (avril 1813 - 16 mai 1813) ;
- Commandant en chef de l'armée d'observation d'Italie, des provinces illyriennes et des 27e, 28e et 29e divisions militaires (16 mai 1813 - 17 avril 1814).

## Autres fonctions
- Grand officier de l'Empire (18 mai 1804) ;
- Grand dignitaire de l'Empire (archichancelier d'État, 12 pluviôse an XIII (1er février 1805)) ;
- Membre du Sénat conservateur (sénateur de droit en tant que grand dignitaire de l'Empire, 12 pluviôse an XIII (1er février 1805)) ;
- Vice-roi d'Italie (7 juillet 1805 - 20 avril 1814) ;
- Gouverneur général des États de Venise (12 janvier 1806 - 9 avril 1809) ;
- Pair de France (2 juin 1815 (Cent-Jours)).

## Titres
- Prince français (12 pluviôse an XIII (1er février 1805))
- Vice-roi d'Italie (7 juillet 1805 - 20 avril 1814) ;
- Prince de Venise (17 décembre 1807) ;
- Grand-duc de Francfort (1er mars 1810) ;
- Duc de Leuchtenberg (14 novembre 1817) ;
- Prince d'Eichstätt (14 novembre 1817).

Les lettres patentes, du 9 avril 1810, accordant le duché de Navarre à l'Impératrice Joséphine indiquaient expressément que celui-ci devait être reversé, à la mort de l'impératrice répudiée, à Eugène. Néanmoins, en 1814, ce furent les fils du prince Eugène qui succédèrent à leur grand-mère : Auguste (1814-1835), puis son frère Maximilien (1817-1852).

### Qualifications
- 1804-1805 : Son Altesse Impériale Eugène, prince français
- 1805-1807 : Son Altesse Impériale Eugène, prince français et vice-roi d'Italie
- 1807-1810 : Son Altesse Impériale Eugène, prince français, vice-roi d'Italie et prince de Venise
- 1810-1814 : Son Altesse Impériale Eugène, prince français, vice-roi d'Italie, prince de Venise et grand-duc de Francfort
- 1817-1824 : Son Altesse Royale Eugène, duc de Leuchtenberg et prince d'Eichstätt

## Décorations
- Légion d'honneur :
  - Légionnaire (4 décembre 1803), puis
  - Commandant (4 juin 1804), puis
  - Grand aigle de la Légion d'honneur (13 pluviôse an XIII (2 février 1805)), puis
  - Grand collier de la Légion d'honneur ;
- Grand-croix de l'ordre de Saint-Hubert (Bavière) (1805) ;
- Chevalier de l'ordre espagnol de la Toison d'or (1805).
- Grand-croix de l'ordre de la Couronne de Fer d'Italie (1805) ;
- Grand-croix de l'ordre de Saint-Étienne de Hongrie (4 avril 1811) ;
- Grand-croix de l'ordre de la Couronne de Saxe ;
- Grand-croix de l'ordre des Séraphins (1er décembre 1821) ;
- Chevalier Grand-croix de première classe de l'ordre de l'Épée de Suède, (19 juin 1823).

## Hommage, honneurs, mentions
- Le nom de Beauharnais est gravé au côté sud (24e colonne) de l’arc de triomphe de l’Étoile, à Paris.
- Sous le Second Empire, l’empereur Napoléon III donna en 1857 le nom de son oncle au boulevard du Prince-Eugène nouvellement percé à Paris, qui devint le boulevard Voltaire le 25 octobre 1870.

## Armoiries
| Figure | Blasonnement |
|        | Armes des Beauharnais sous l'Ancien Régime : D’argent à la fasce de sable surmontée de trois merlettes du même. |
|        | Sous le Premier Empire : D'azur à l'aigle d'or empiétant un foudre du même, le foudre chargé d’un médaillon ovale d’argent surchargé d’un E de sable.. On trouve aussi parfois : D'azur à l'aigle d'or empiétant un foudre du même, brisé par l'écu de Lombardie (d'or à Couronne de fer (« sommée » de six pièces), à la bordure de gueules chargée de huit anneaux d'argent. Version avec manteau royal d'Italie Version avec manteau impérial |
|        | À partir de 1817 Ecartelé : I, (de Leuchtenberg) ; II, de gueules au mur d'argent flanqué de deux tours, le tout maçonné d'argent et ouvert de sable, posée sur une terrasse de sinople, deux arbres de sinople issants des tours (d'Eichstätt) ; III de sinople, à l'épée haute d'argent, garnie d'or, accompagnée de 7 étoiles du même ; IV, d'argent à la fasce de sable accompagnée en chef de trois merlettes du second (de Beauharnais).   |

#### Ouvrages récents
- René Blémus, « Eugène de Beauharnais, L'honneur à tout vent », Éditions France-Empire, Paris, 1993.
- Jean Autin, Eugène de Beauharnais : de Joséphine à Napoléon, Paris, Éditions Perrin, 2003, 7e éd. (1re éd. 1989), 454 p. (ISBN 978-2-262-02007-1, présentation en ligne) Grand prix du Souvenir napoléonien
- Érick Noël, Les Beauharnais : Une fortune antillaise 1756-1796, Genève, Droz, 2003, 422 p. (ISBN 2-600-00892-6, lire en ligne)
- Jean-Claude Fauveau, Joséphine l'impératrice créole. L'esclavage aux Antilles et la traite pendant la Révolution française Editions l'Harmattan 2010. 390 pages.  (ISBN 978-2-296-11293-3).
- Michel Kerautret, Eugène de Beauharnais. Fils et vice-roi de Napoléon, Tallandier, 2021 (Grand prix de la Fondation Napoléon).

#### Sources anciennes
- Général Vaudoncourt, « Histoire politique et militaire du prince Eugène », Paris, 1828, 2 volumes in-8 ;
- A. Lievyns, Jean Maurice Verdot, Pierre Bégat, Fastes de la Légion d'honneur, biographie de tous les décorés accompagnée de l'histoire législative et réglementaire de l'ordre, vol. 1, 1842 [détail de l’édition] (BNF 37273876)
- « Eugène de Beauharnais », dans Charles Mullié, Biographie des célébrités militaires des armées de terre et de mer de 1789 à 1850, 1852 [détail de l’édition]
- A. du Casse, « Mémoires et correspondance du prince Eugène », 10 volumes, in-8, 1858-1860 ;
- Marie-Nicolas Bouillet  et Alexis Chassang (dir.), « Eugène de Beauharnais » dans Dictionnaire universel d’histoire et de géographie, 1878 (lire sur Wikisource)
- (de) Karl Theodor von Heigel (de), « Leuchtenberg, Eugen Beauharnais, Herzog v. », dans Allgemeine Deutsche Biographie (ADB), vol. 18, Leipzig, Duncker & Humblot, 1883, p. 475-479
- « Eugène de Beauharnais », dans Adolphe Robert et Gaston Cougny, Dictionnaire des parlementaires français, Edgar Bourloton, 1889-1891 [détail de l’édition]
- Almanach de Gotha, Gotha 1931 ;